# Nicolas Gilsoul
Nicolas Gilsoul (ur. 5 lutego 1982 w Chênée) – belgijski pilot rajdowy Thierry'iego Neuville'a. Jest członkiem zespołu Hyundai Shell Mobis WRT.  

## Zwycięstwa w rajdach WRC
| # | Rajd                | Sezon | Kierowca         | Samochód              |
| - | ------------------- | ----- | ---------------- | --------------------- |
| 1 | 32. Rajd Niemiec    | 2014  | Thierry Neuville | Hyundai i20 WRC       |
| 2 | 13. Rajd Sardynii   | 2016  | Thierry Neuville | Hyundai i20 WRC       |
| 3 | 60. Rajd Korsyki    | 2017  | Thierry Neuville | Hyundai i20 Coupe WRC |
| 4 | 37. Rajd Argentyny  | 2017  | Thierry Neuville | Hyundai i20 Coupe WRC |
| 5 | 74. Rajd Polski     | 2017  | Thierry Neuville | Hyundai i20 Coupe WRC |
| 6 | 26. Rajd Australii  | 2017  | Thierry Neuville | Hyundai i20 Coupe WRC |
| 7 | 66. Rajd Szwecji    | 2018  | Thierry Neuville | Hyundai i20 Coupe WRC |
| 8 | 52. Rajd Portugalii | 2018  | Thierry Neuville | Hyundai i20 Coupe WRC |
| 9 | 15. Rajd Sardynii   | 2018  | Thierry Neuville | Hyundai i20 Coupe WRC |